# منو (داکوتای جنوبی)
منو(به انگلیسی: Menno) شهری در ایالت داکوتای جنوبی کشور ایالات متحده آمریکا است که جمعیت آن در سرشماری سال ۲۰۱۰ میلادی، ۶۰۸ نفر بوده‌است.